# Pang Qianyu
Pang Qianyu (chiń. upr. 庞倩玉; pinyin Páng Qiànyù; ur. 13 listopada 1996) – chińska zapaśniczka walcząca w stylu wolnym. Srebrna medalistka olimpijska z Tokio 2020 w kategorii 53 kg i brązowa z Paryża 2024 w tej samej wadze. 
Brązowa medalistka mistrzostw świata w 2018 i 2019 roku. 
Wicemistrzyni igrzysk azjatyckich w 2022 i jedenasta w 2018. Złota medalistka mistrzostw Azji w 2016 i 2023. Druga w Pucharze Świata w 2022 i 2017;  trzecia w 2019 roku.